# Liberia LA01
LA01 var namnet på det första svenska bidraget till den FN-ledda insatsen UNMIL i Liberia.
Förbandet grupperade på Camp Clara i Monrovia tillsammans med irländska förbandsenheter. Sveriges bidrag bestod av ett skyttekompani med stödfunktioner. Förbandet uppgift till cirka 230 soldater. Huvudansvaret för LA01:s uppsättande var Södermanlands regemente (P 10).

## Förbandsdelar
- Kontingentschef: Övlt Michael Andersson
- Skyttekompanichef: Mj Patrik Jarenius
- Chef CSE: Mj Anders Sundin